# Cewi Zimmerman
Cewi Zimmerman, Henryk Zimmerman (hebr.: צבי הנריק צימרמן, ang.: Zvi Zimmerman, ur. 2 stycznia 1913 w Skale Podolskiej, zm. 10 czerwca 2006) – izraelski prawnik, polityk i dyplomata, w latach 1959–1974 poseł do Knesetu z list Ogólnych Syjonistów, Partii Liberalnej i Gahalu, ambasador Izraela w Nowej Zelandii w latach 1983–1986. Podczas II wojny światowej współpracownik Henryka Sławika, następnie opiekun pamięci o nim.

## Życiorys
Urodził się 2 stycznia 1913 w Skale Podolskiej, na terenie ówczesnych Austro-Węgier. W II Rzeczypospolitej ukończył szkołę średnią. Od 1928 działał w ruchu młodych Ogólnych Syjonistów. Studiował na Wydziale Prawa i Administracji Uniwersytetu Jagiellońskiego, podczas studiów był przewodniczącym żydowskiej organizacji studenckiej Kadima w Krakowie oraz wiceprzewodniczącym jej ogólnopolskich struktur. Był także wiceprzewodniczącym syjonistycznej organizacji absolwentów uniwersytetów.
Podczas II wojny światowej działał w żydowskim ruchu oporu. Przebywał w krakowskim getcie, a po jego likwidacji w obozie pracy Plaszow, skąd udało mu się uciec i przedostać na Węgry – m.in. dzięki pomocy Henryka Sławika. Następnie współpracował ze Sławikiem i jego węgierskimi współpracownikami organizując dla żydowskich uciekinierów aryjskie dokumenty. Podczas tych działań Zimmerman sam musiał się ukrywać. W latach 1943–1944 pełnił funkcję przewodniczącego komitetu ds. uchodźców – najpierw w Budapeszcie, następnie w Bukareszcie. W 1944 opuścił Europę i wyemigrował do Palestyny.
W niepodległym Izraelu kontynuował działalność w ramach ugrupowania Ogólnych Syjonistów. W latach 1951–1959 był członkiem rady miejskiej Hajfy. W wyborach parlamentarnych w 1959 po raz pierwszy dostał się do izraelskiego parlamentu. Po połączeniu się Ogólnych Syjonistów z Partią Progresywną w 1961 uzyskał reelekcję z listy Partii Liberalnej. W tym samym roku zeznawał w procesie Adolfa Eichmanna. W kolejnych wyborach zdobył mandat z listy nowo powstałego bloku Gahal (czyli Liberałów i Herutu). Po raz czwarty – i ostatni – dostał się do Knesetu w 1969. W siódmej kadencji był zastępcą przewodniczącego parlamentu. W latach 1969–1982 przewodniczył organizacji Ogólnych Syjonistów. W latach 1983–1986 był ambasadorem Izraela w Nowej Zelandii.
Pod koniec lat osiemdziesiątych XX wieku przyjechał do Polski poszukiwać śladów Henryka Sławika, przyczynił się przywrócenia pamięci o jego działaniach i przyznania mu tytułu Sprawiedliwego Wśród Narodów Świata.
W 1997 ukazała się po polsku jego książka autobiograficzna Przeżyłem, pamiętam, świadczę.
Zmarł 10 czerwca 2006 w wieku dziewięćdziesięciu trzech lat.